# Cárcel de La Corona
La Cárcel de la Corona (en gallego Cárcere da Coroa) es un antiguo edificio penitenciario en la ciudad española de Orense. Fue construido en 1719 y funcionó como prisión episcopal hasta la década de los 60, año que pasó a propiedad del Ayuntamiento. Recibe su nombre de la tonsura que llevaban los presos allí encarcelados. Desde 1994, año de terminación de la obra de restauración, en un centro cultural y de ocio, además de albergar las oficinas de asuntos sociales.
La cárcel de La Corona es un lugar de interés turístico y cultural en Orense y es considerado un ejemplo destacado de arquitectura carcelaria del siglo XVIII.

## Historia

### Construcción
Construida por contratistas y trabajadores locales bajo la dirección y supervisión del Obispo Juan Muñoz de la Cueva en el siglo XVIII, fue un proyecto episcopal destinado a proporcionar un espacio seguro y controlado para alojar a los presos de la curia y cumplir con las necesidades de la justicia y el orden público de la época.
Su planta baja fue aprovechada como pescadería.
El edificio, plenamente barroco, fue mandado reformar por el obispo Juan Muñoz de la Cueva, quien también había promovido la ampliación del palacio episcopal. Su escudo de armas figura sobre el portón de entrada de ambos edificios (el palacio episcopal y este edificio). 

### Traspaso al Ayuntamiento
En la década de los sesenta del siglo pasado, el edificio pasó a formar parte del Ayuntamiento en virtud de un cambio del solar actual de la iglesia de San Pío X, donde había un pequeño hospital, en la Avenida de Zamora. 
Fue completamente restaurada y en la actualidad está ocupada por diferentes servicios municipales.

### Centro Cultural y dependencias municipales
Después del cierre del edificio en los años 70, el edificio fue adquirido por el Ayuntamiento de Orense y fue reformado para su uso como centro cultural. La reforma fue llevada a cabo por un equipo de arquitectos y profesionales del área cultural, con el objetivo de preservar las características barrocas originales del edificio y convertirlo en un espacio accesible y funcional para exhibiciones, actividades y eventos culturales. La reforma de la cárcel de La Corona es un ejemplo exitoso de recuperación y reutilización de un edificio histórico y arquitectónicamente significativo.
En el año 2001 vuelve a reformarse con cargo a los fondos de la Junta con unpresupuesto de 188.522,44€.
En el 2014 estas dependencias estaban ocupadas por el servicio de Hacienda. En el año 2017 se traslada a estas dependencias la concejalía de asuntos sociales.

## Características arquitectónicas singulares
Construida con un estilo barroco, es conocida por sus altos muros y torres de vigilancia. También tiene un diseño de planta radial, con patios centrales y pasillos que se extienden desde el centro hacia las celdas, lo que proporciona una mayor eficiencia en la supervisión de los presos. 
La cárcel de La Corona es uno de los pocos edificios penitenciarios en España que ha sido conservado y restaurado para su uso como centro cultural, lo que le da un valor histórico y patrimonial adicional.
En su fachada principal incorpora, además del escudo del prelado episcopal (con el capelo de siete borlas), una serie de elementos de la arquitectura culta como las molduras de las ventanas y puertas adyacentes.
Formó parte, junto al actual edificio consistorial, el palacio del Obispo (actualmente Museo Provincial) y el propio Palacio de la Corona de un imponente recinto amurallado con 6 torres defensivas, hoy en día abierto a la calle con el jardín interior integrado en la calle.